# Bergshamra gård
Bergshamra gård (före 1865 kallad Bergshammar), är en tidigare jordbruksfastighet och gård i Bergshamra i Solna kommun. Huvudbyggnaden revs 1929.

## Historik

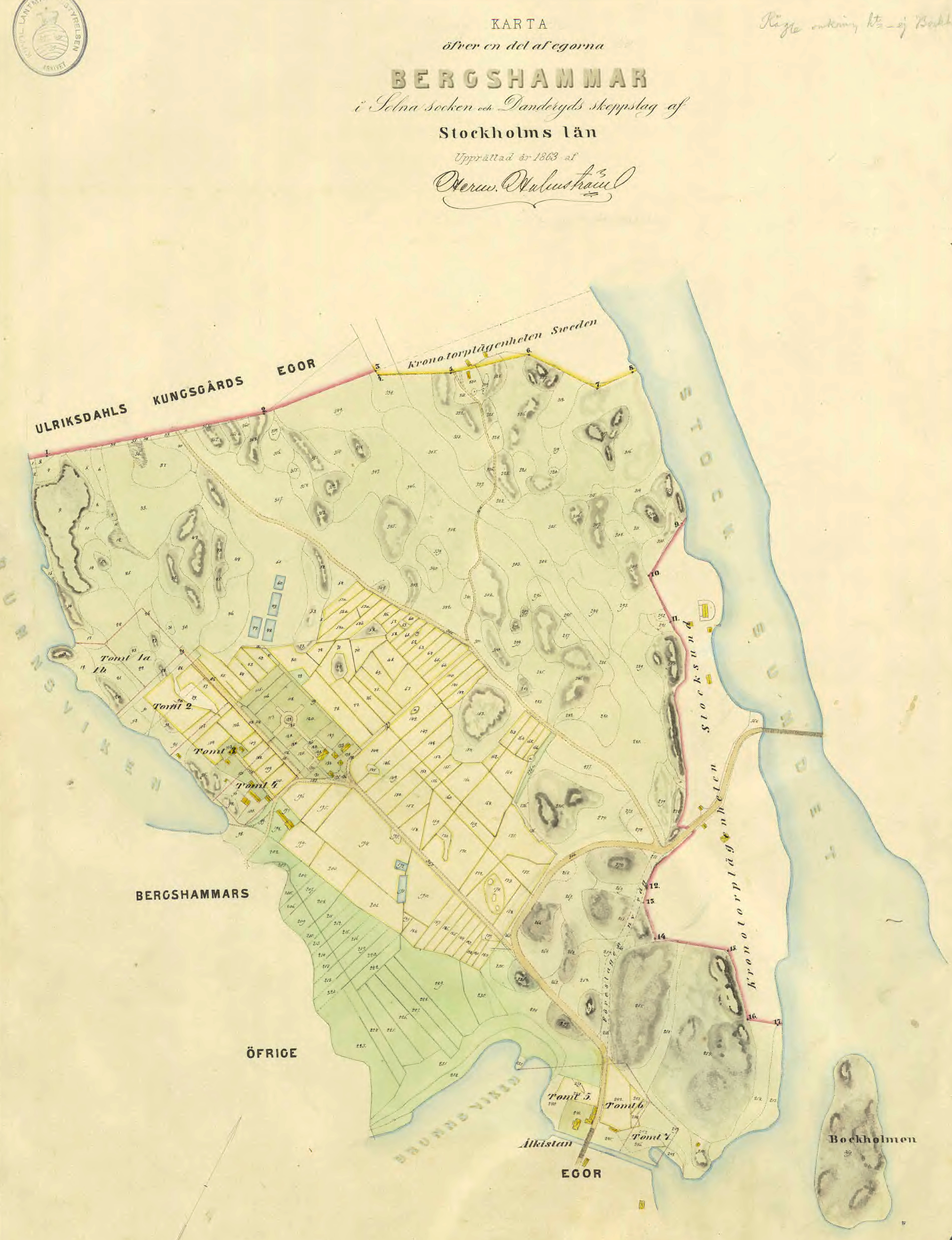
Karta över Bergshammar 1863.

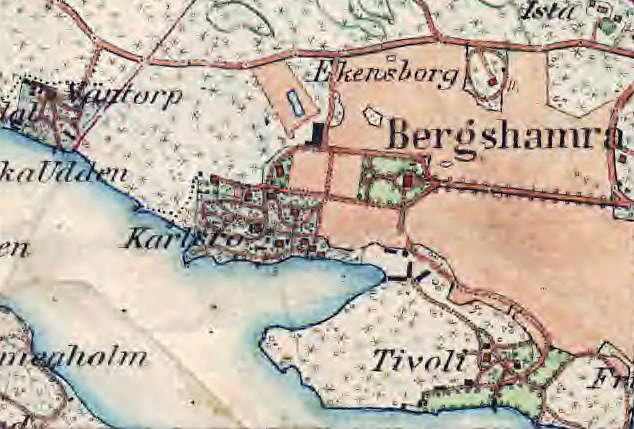
Bergshamra och närområdet år 1900.

Bergshammar omnämns i Gustav Vasas jordeböcker på 1530-talet men under reformationen drogs gården in till Kronan, efter att tidigare varit ett torp som legat under kyrkan. Under 1600-talet låg den under Ulriksdals kungsgård. I samband med Gustaf II Adolfs giftermål med Maria Eleonora 25 november 1620 utgick brudtåget från Bergshamra. En tid ägdes Bergshamra av rikskanslern Axel Oxenstierna som här byggde det numera försvunna lustslott som ritats av Nicodemus Tessin d.ä. medan han befann sig på sin utlandsresa 1651–1653. År 1707 upplät änkedrottning Hedvig Eleonora Bergshamra gård till hovrådet Samuel Barck. Det gick därefter i arv i släkten Barck, så småningom som ett arrendefideikommiss, ända tills det inlöstes av staten från den i Frankrike bosatte Nils Barck år 1917.
Under 1780-talet upplät Samuel Barks sonson Nils Anton Barck Tivoliudden till Gustaf Philip Creutz, som var Gustav III:s kanslipresident. Barck lät på udden bygga Tivoli gård och Tivolipaviljongen, paviljongen bygges någon gång mellan 1780 och 1810 (ett specifikt årtal är okänt) som en fest- och musikpaviljong.
Karl XV arrenderade gården för att bedriva experimentellt jordbruk och hade det till sin död 1872. Han lät bland annat uppföra de tre sommarhusen Övre Karlsro med sina två flyglar Nedre Karlso, östra och västra. Ytterligare trävillor tillkom vid sekelskiftet 1900, området kallas idag Bergshamra by. Arrendet övertogs Jean-François Régis Cadier, som anlade odlingar vid Tivoliudden för att leverera grönsaker till Grand Hôtel i Stockholm, som han grundat och drev. Han bodde även på Tivoli gård.
Efter statens inlösen 1917 anlades två områden för koloniträdgårdar för "Föreningen för koloniträdgårdar i Stockholms omnejd upa", till vilken Anna Åbergsson tagit initiativ. En del lotter har senare flyttats ner mot Tivoliudden. En tanke att bygga en villastad för statstjänstemän fullföljdes inte. En del av marken användes för institutioner. Den gamla mangårdsbyggnaden, Ryska villan, revs 1929 för en ny byggnad för Statens centrala frökontrollanstalt. I närheten uppfördes samtidigt Institutet för husdjursförädling.
Det bedrevs jordbruk på Bergshamra gård fram till 1965. Därefter exploaterades marken för bostadsbyggande sedan Solna kommun köpt marken 1980. Frökontrollanstalten fanns kvar fram till 1986. Därefter såldes huvudbyggnaden och användes som kontor av flera företag. På 2010-talet såldes huvudbyggnaden och man lät bygga bostadsrätter i den och föreståndarbostaden.

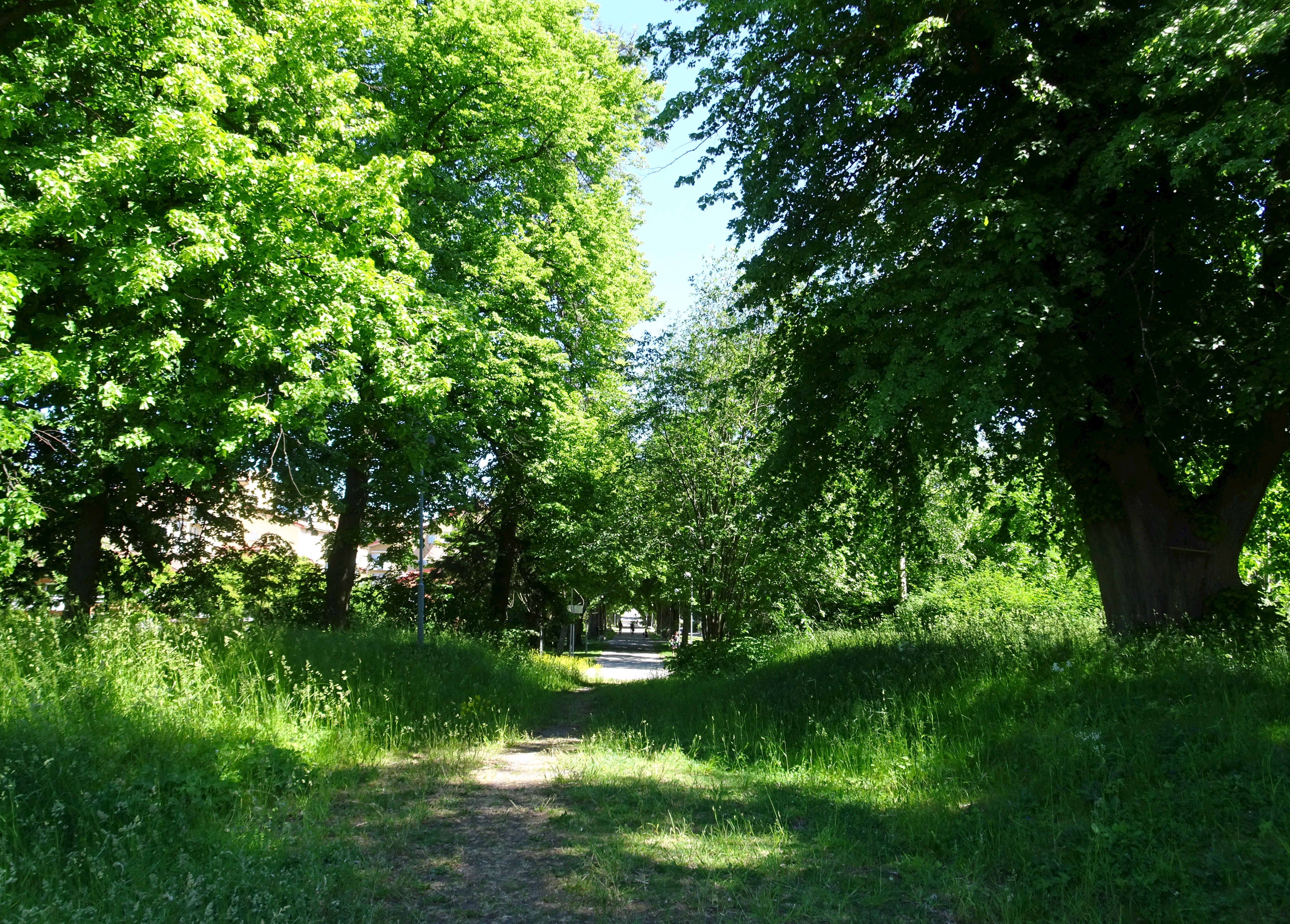
Bergshamra allé, vy österut, 2020.

## Bilder

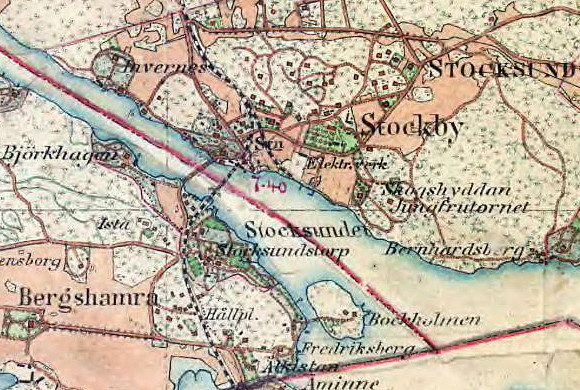
Bergshamra och Stocksundet 1901.
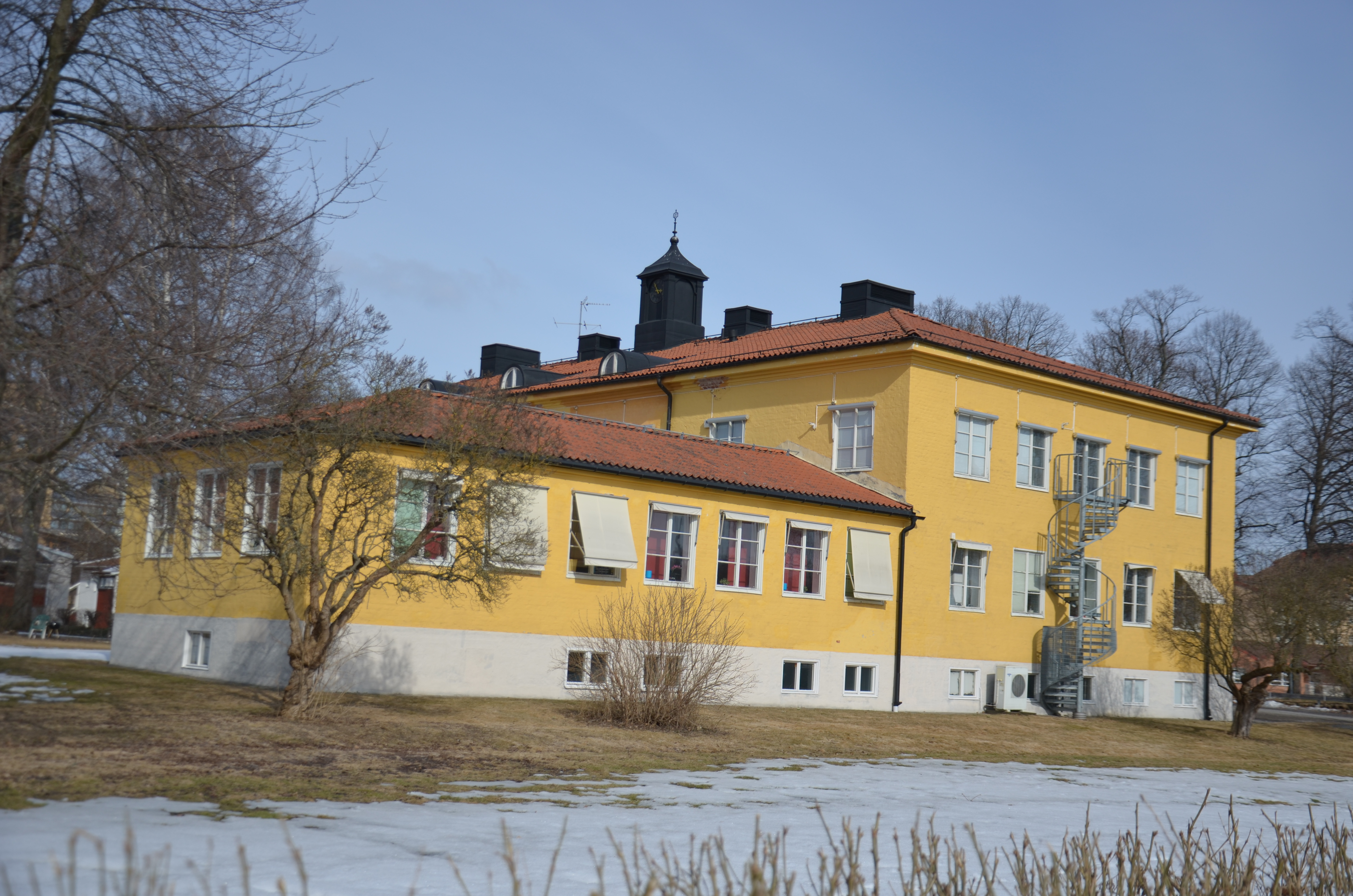
Frökontrollanstalten.
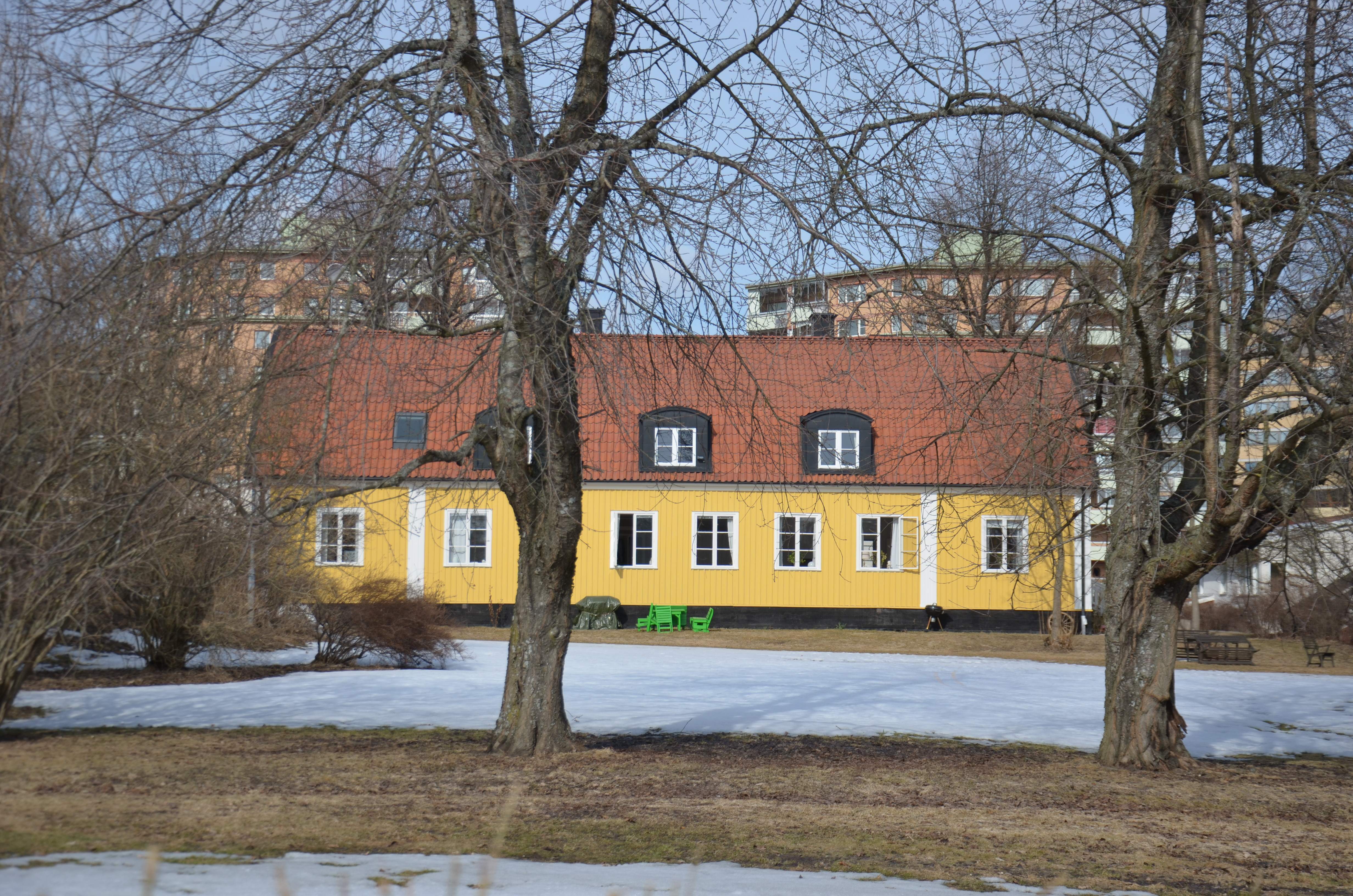
Föreståndarbostaden vid frökontrollanstalten.
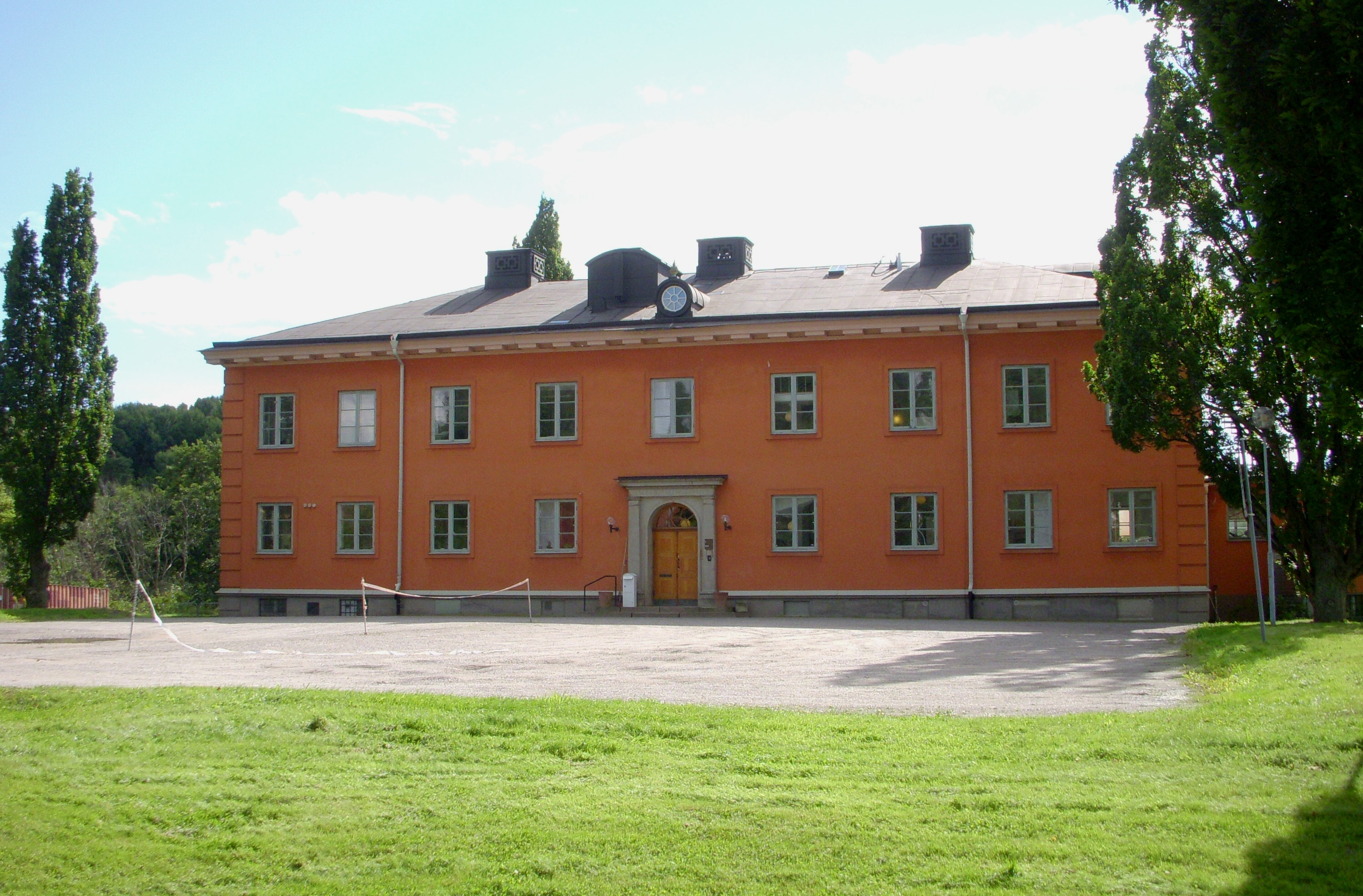
Statens växtskyddsanstalt (byggt för Institutet för husdjursförädling) 2010.
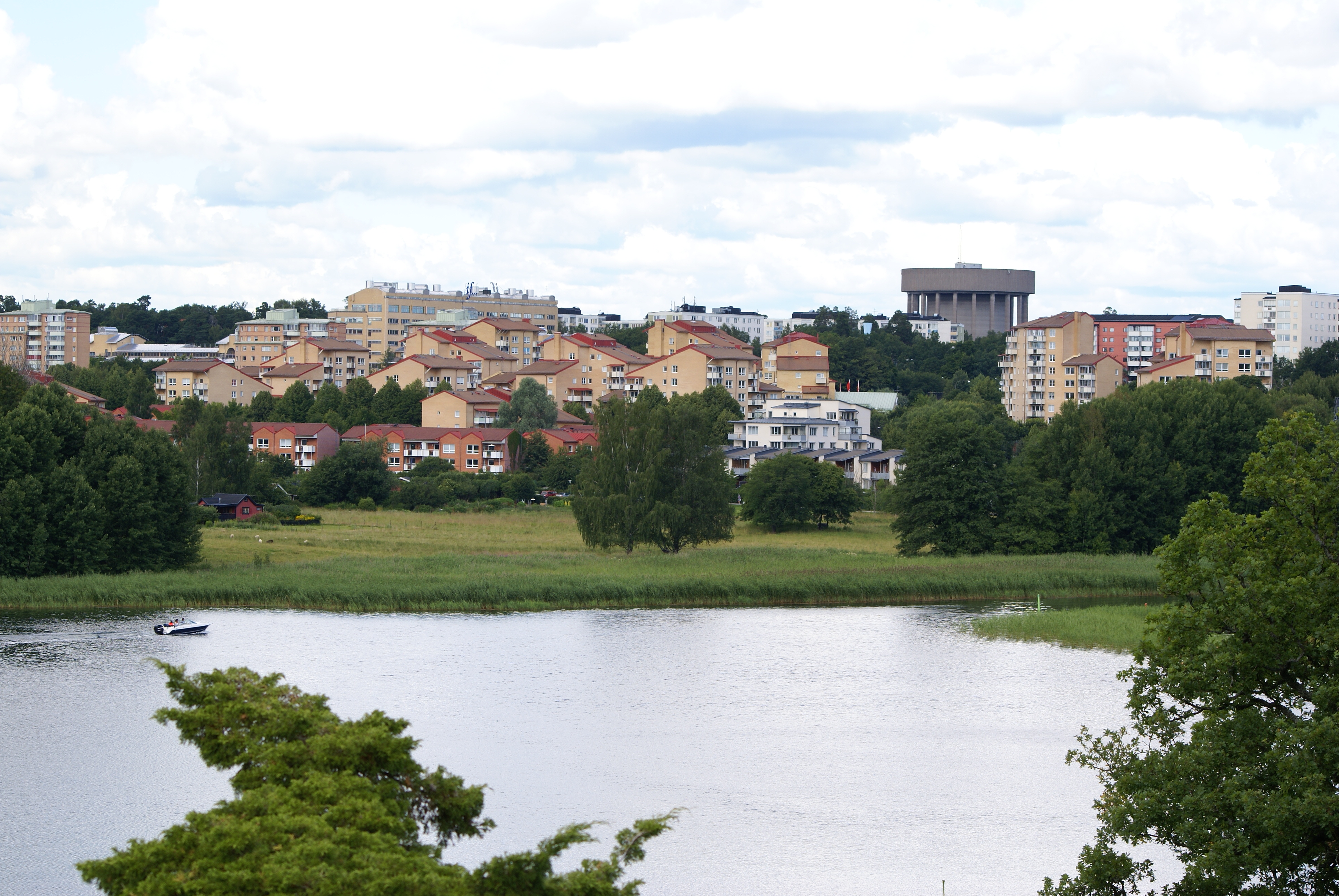
Gårdens tidigare åkrar vid Brunnsviken
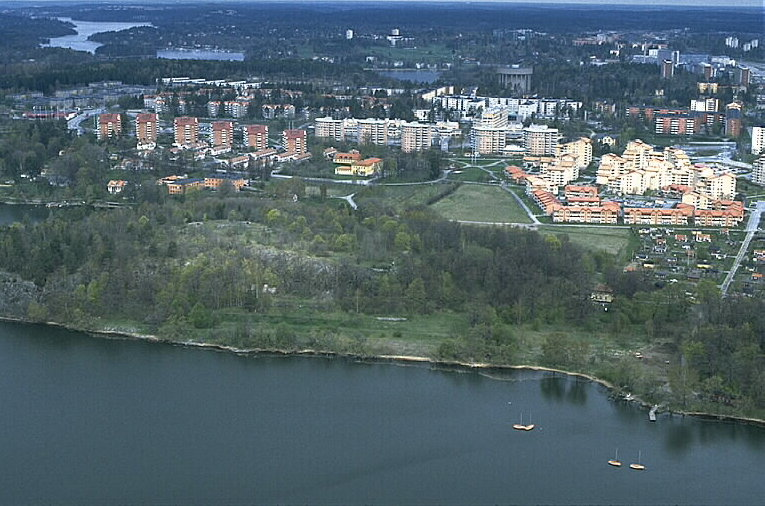
Stadsdelen, gården och Tivoliberget.
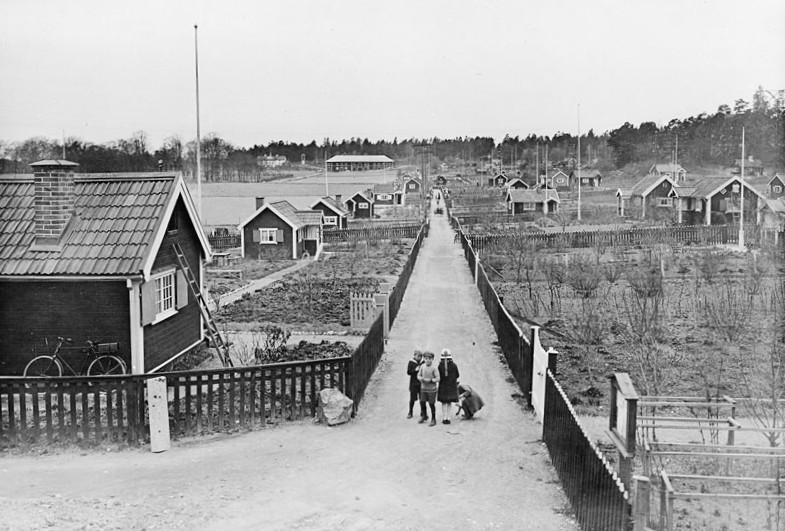
Bergshamra koloniområde 1922.
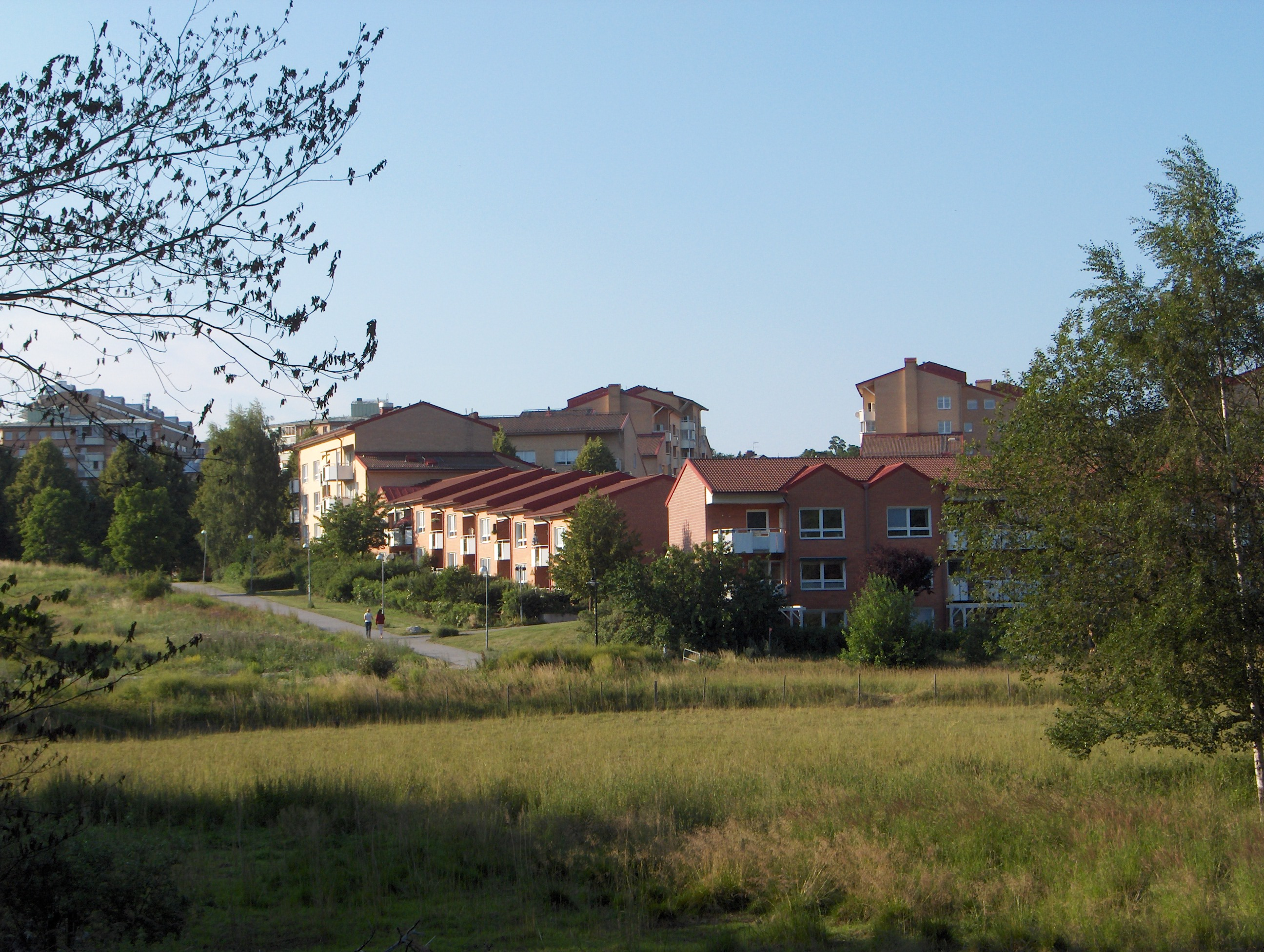
En del av 1980-talshusen.
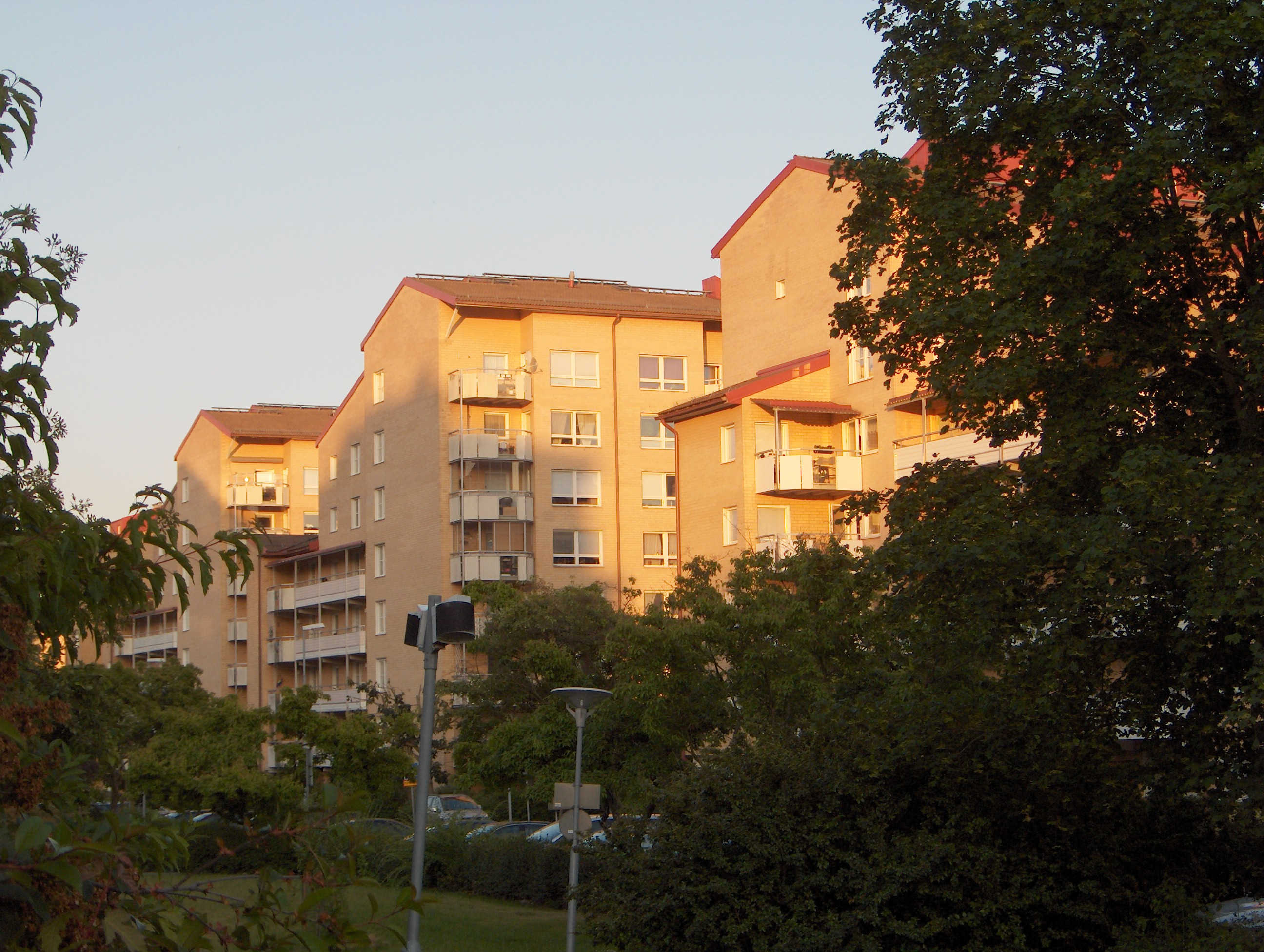
1980-talshusen vid Åbergssons väg
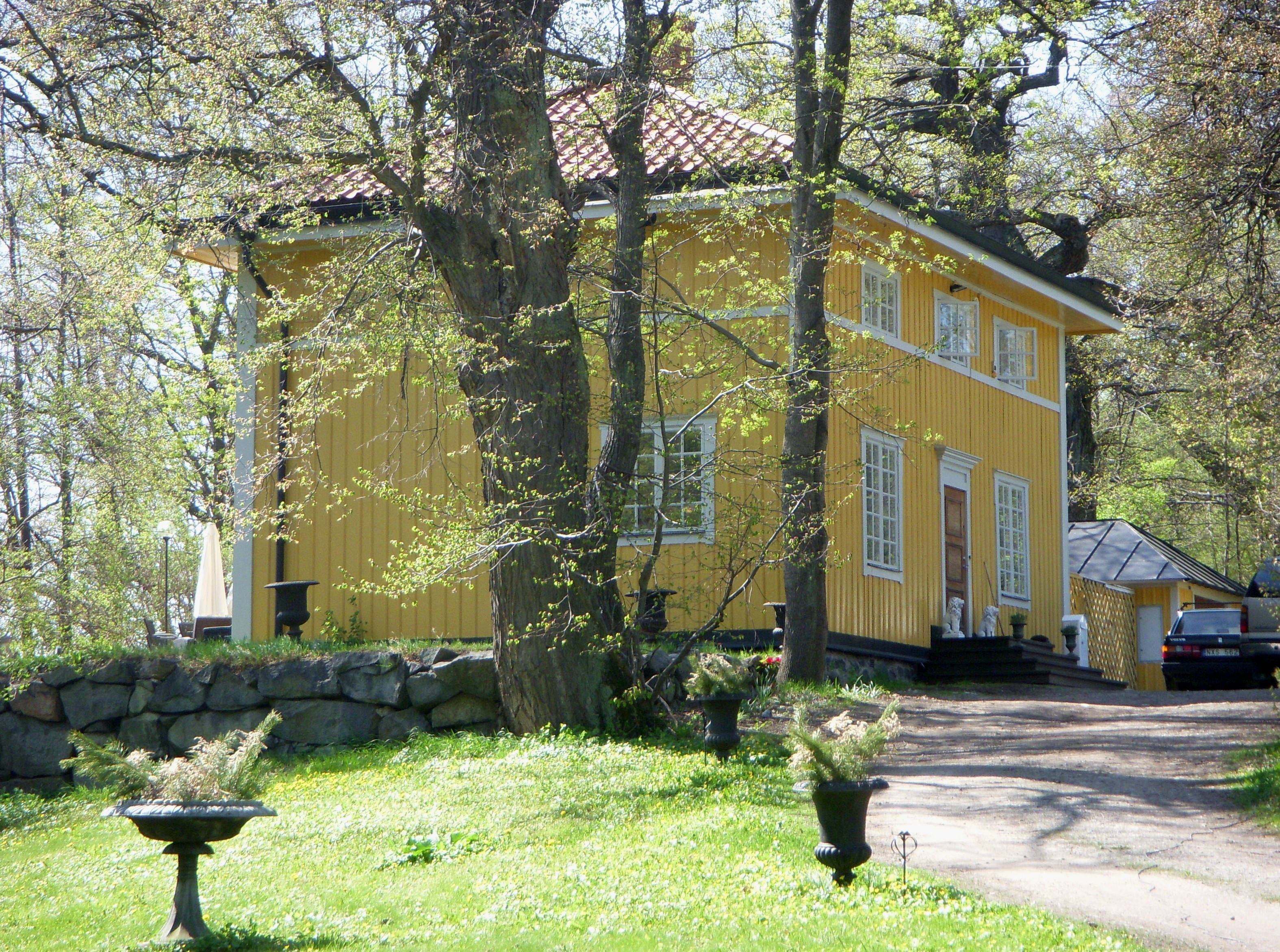
Tivolipaviljongen från nordost 2010.
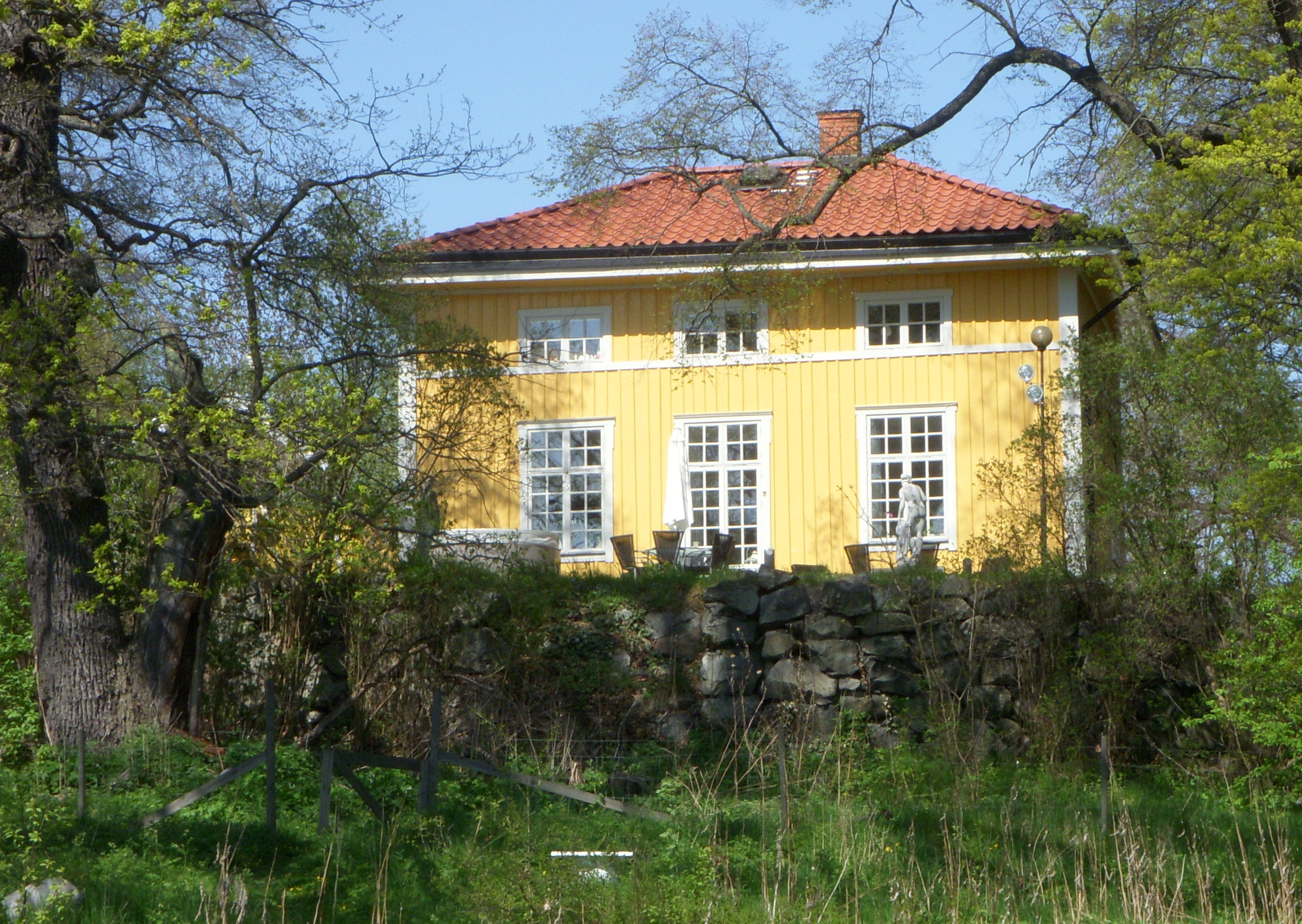
Tivolipaviljongen från söder 2010.
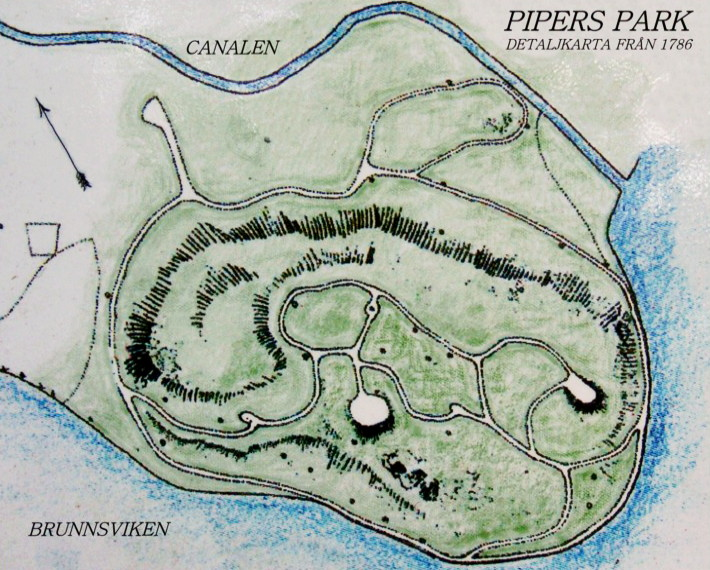
Parken som Piper lät anlägga på den östra delen av Tivolihalvön.